# Iakovos Tsakalidis
Iakovos Jake Tsakalidis (grčki Ιάκωβος Τσακαλίδης, izv. ) (Rustavi, 10. lipnja 1979.) je bivši gruzijski košarkaš koji je drugi dio karijere igrao pod grčkim državljanstvom. Igrao je na mjestu centra. Visine je 220 cm. 
Igrao je za grčki AEK. Na Draftu 2000. izabrali su ga u 1. krugu kao 25. izbor Phoenix Sunsi. Ondje je iste godine zaigrao u NBA, a poslije je igrao u Memphis Grizzliesima i Houston Rocketsima. Poslije se vratio u Europu gdje je igrao za Olympiakos.